# Mary Douglasová
Mary Douglasová (25. března 1921 Sanremo – 16. května 2007) byla britská antropoložka, afrikanistka, profesorka sociální antropologie, známá díky svým publikacím z oblasti kultury, symbolismu a antropologie náboženství.

## Život a rodina
Narodila se jako Mary Tewová. Její otec Gilbert Charles Tew sloužil v Indii jako oblastní zmocněnec koloniální správy, její matka byla Phyllis Margaret Twomey.
V roce 1951 se vdala za zaměstnance veřejné správy Jamesem A. T. Douglasem, který později působil jako ekonom pro Konzervativní stranu.
Její sestra Pat Novy se stala ilustrátorkou a ilustrovala řadu jejích knih, stejně jako biografii Mary Douglasové od Richarda Fardona.

## Dílo
Mary Douglasová byla výrazně ovlivněná dílem Émila Durkheima a je považována za jeho následovnici. Proslavila se zejména dílem Purity and Danger, ve kterém rozebírá koncept rituální čistoty a nečistoty.